# Титова, Мария Александровна
Мария Александровна Титова — российская пловчиха в ластах.

## Карьера
Воспитанница челябинской школы подводного спорта. Победительница Первенства Мира 2003 г. в эстафетах 4×100 и 4×200 м и бронзовый призёр на дистанции 200 м. Победительница Первенства Европы 2004 г. в эстафетах 4×100 и 4×200 м с мировыми рекордами среди девушек и бронзовый призёр на дистанциях 800 и 1500 м в ластах. Восьмикратная победительница Кубка России.
На чемпионате Европы 2005 г. стала обладательницей бронзы на дистанции 1500 м и золота в малой эстафете.
Работает тренером по плаванию с командой сихронисток Челябинской области.